# Antônio Fontinele de Melo
Antônio Fontinele de Melo (ur. 9 maja 1968 w Camocim w stanie Ceará) – brazylijski duchowny rzymskokatolicki, doktor filozofii i teologii, biskup diecezjalny Humaitá od 2020.

## Życiorys
Antônio Fontinele de Melo urodził się 9 maja 1968 w Camocim w stanie Ceará. Studiował filozofię i teologię (1992–1998) w seminarium św. Jana XXIII w Porto Velho. Licencjat z filozofii uzyskał na Katolickim Uniwersytecie w Brasílii i z teologii w Centro Superior w Juiz de Fora, a także specjalizował się również w egzegezie biblijnej i pedagogice. 21 listopada 1998 został wyświęcony na diakona, a 18 września 1999 otrzymał święcenia prezbiteratu.
Po święceniach pełnił następujące funkcję: 1999–2003: proboszczem parafii św. Krzysztofa; 1999–2005: regens na Dom Hélder Câmara (Małe) Seminarium; 2005–2010: koordynator ds. duszpasterskiej troski w archidiecezji Porto Velho; 2009–2012: asesor parafii w regionie Noroeste w Konferencji Episkopatu Brazylii; 2016–2020: ekonom diecezjalnym oraz proboszcz parafii archikatedralnej pw. Najświętszego Serca Jezusa; 2016–2020: wykładowca w archidiecezjalnym seminarium św. Jana XXIII oraz w Centro Universitário Claretianooraz przy Faculdade de Ciências Humanas, Exatas e Letras de Rondônia (FARO).
12 sierpnia 2020 papież Franciszek prekonizował go biskupem diecezjalnym Humaitá. 17 października 2020 otrzymał święcenia biskupie i odbył ingres do katedry Matki Bożej Poczęcia. Głównym konsekratorem był Franz Josef Meinrad Merkel, emerytowany biskup Humaitá, zaś współkonsekratorami Roque Paloschi, arcybiskup metropolita Porto Velho, i arcybiskup Esmeraldo Barreto de Farias, biskup pomocniczy São Luís do Maranhão. Jako zawołanie biskupie przyjął słowa „Estou entre vocês como quem serve” (Jestem wśród Was, jako ten który służy).